# 淨土真宗遣迎院派
淨土真宗遣迎院派（じょうどしんしゅうけんごういんは）是天台系佛教之一派，非淨土真宗系。

## 概要
本山是遣迎院（京都市北區）。
昭和30年（1955年），天台宗之寺院遣迎院獨立成為一派。雖然標榜淨土真宗，但是，本尊釋迦如來、阿彌陀如來之二尊等，和其他真宗教團的教義關連淺薄。

## 關連項目
- 遣迎院
- 養源院